# Mårtensdal, Vanda stad
För andra betydelser, se Mårtensdal.

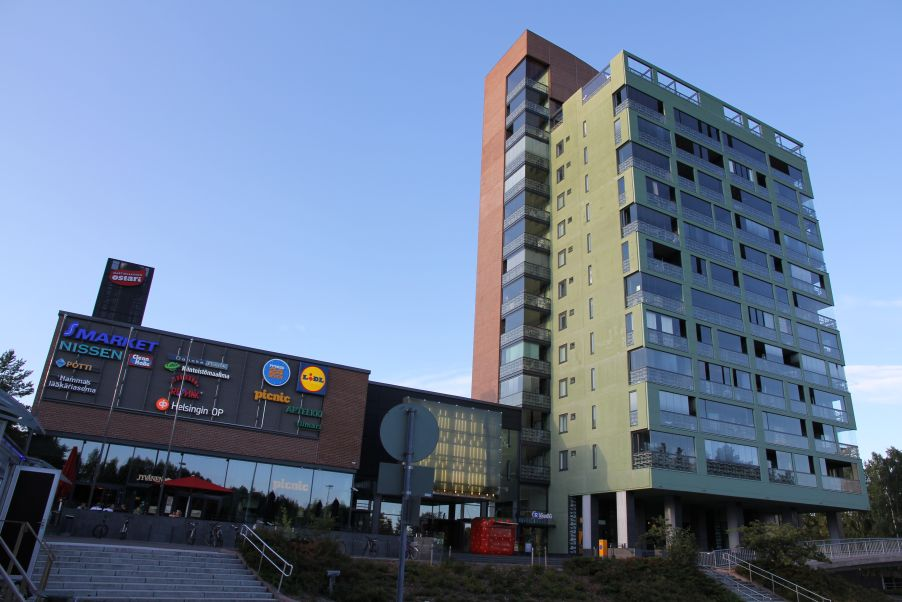
Köpcentrum och flervåningshus i Mårtensdal

Mårtensdal [-dá:l] (finska: Martinlaakso) är en stadsdel med järnvägsstation i Vanda stad i landskapet Nyland.
Mårtensdal är en förort som byggdes 1968-1975 och har i dag cirka 14 000 invånare. Grannstadsdelar är Gruvsta, Myrbacka, Varistorna och Kvarnbacka. 
Mårtensdal är en del av den gamla byn Mårtensby som varit bebodd sedan 1600-talet, varav fyra gårdar finns kvar, till exempel Stenbacka (finska: Kivimäki) invid Övitsbölevägen och Grönkulla vid Lyktgränden. Det finns tre berg i stadsdelen som gett namn åt flera gator: Bredberget, Stenberget och Skrapbergen. 
Elementhusen som byggdes på 1960- och 1970-talen förväntades hålla i 30-50 år. På 2000-talet har flera höghus genomgått fasad-, badrums- och balkongrenoveringar och platta tak har bytts ut mot åstak. Betongplattor och stenkross i fasaderna har bytts ut mot tegel eller rappning. 

## Trafik, service och företag
Vandaforsbanan blev klar år 1975 och trafikeras av I-tåget som kör till Helsingfors centrum på 21 minuter och P-tåget mot flygplatsen. Stationerna i stadsdelen heter Mårtensdal och Vandaforsen. En förlängning av banan från Vandaforsen, Ringbanan som går via Helsingfors-Vanda flygplats till stambanan i Sandkulla har börjat byggas och var klar för trafik 2015. 
Förutom tåg går det flera busslinjer till/från och via Mårtensdal, bland annat 453 till Helsingfors, 51 till flygplatsen, 53 via Dickursby till Pejas sjukhus, samt 55 mellan Varistorna och Dickursby. Många bussar trafikerar längs Tavastehusleden alldeles invid Mårtensdal.
I kulturhuset Martinus arrangeras konserter och dansföreställningar. Det finns också en simhall, bibliotek och två köpcentra i Mårtensdal. I samband med det nya köpcentret (2011) invid Mårtensdals station har ett av Vandas högsta bostadshus byggts.
Kring Vandaforsens station finns en koncentration av arbetsplatser. Bland annat Helsingin Sanomat och Hufvudstadsbladet trycks där. Den internationella konsultfirman Pöyry har sitt huvudkontor i Vandaforsen. VTI Technologies (ursprungligen en avknoppning av Vaisala Oy, numera japanskägt av Murata) har huvudsäte här med tillverkning av bl.a. merparten av sensorer för världens bilindustri. Mårtensdals kraftverk, numera naturgasdrivet, står för största del av energiproduktionen i Vanda med 195 MW el- samt 390 MW fjärrvärmekapacitet.

## Lokala kändisar
I Mårtensdal har de två formel 1-förararna Mika Häkkinen och Mika Salo bott. Den förstnämnde har fått en skvär, ett litet inhägnat torg, uppkallat efter sig. Mika Häkkinens plats ligger vid Martinlaakso skola trots att Häkkinen själv gick i Myllymäki skola några kilometer längre bort. 